# Ахац фон Велтхайм
Ахац фон Велтхайм (на немски: Achaz von Veltheim; * ок. 1513; † 1558) е благородник от род Велтхайм в Източна Долна Саксония, господар в Харбке.

## Произход и наследство
Той е син на Курт фон Велтхайм (* ок. 1470; † 1545) и съпругата му Илза фон Оперсхаузен. Внук е на Готшалк фон Велтхайм (* ок. 1430; † ок. 1482/1487) и Доротея (Маргарета) фон Маренхолц (* ок. 1425). Сестра му Анна фон Велтхайм (1499 – 1575) се омъжва за Ханс фон Бартенслебен (1500 – 1542).
През 1308 г. господството Харбке (в Саксония-Анхалт) отива на Бертрам и Лудолф фон Велтхайм и те построяват водния дворец „Хертбике“. Дворецът остава собственост на фамилията до края на Втората световна война.

## Фамилия
Ахац фон Велтхайм се жени за Аделхайд фон Швихелт (* ок. 1513; † 1545), дъщеря на Курт фон Швихелт († 1528) и Илза фон Раутенберг (* ок. 1471). Те имат децата:
- Ахац фон Велтхайм (* 3 януари 1538; † 12 септември 1588 в Харбке), господар в Харбке, Острау и пфанд-господар на Дернебург, женен на 24 февруари 1568 г. в Дернебург за Маргарета фон Залдерн (* 17 април 1545, Лауенщайн; † 9 ноември1615, Харбке)
- Доротея фон Велтхайм (* ок. 1539, Харбке; † 1593, Дамбек), омъжена 1560 г. за Албрехт IV фон дер Шуленбург (* 1535, Бетцендорф; † 26 октомври или 12 ноември 1583)
- Маргарета/Елизабет/Илза фон Велтхайм (* пр. 1540; † 1575), омъжена на 4 декември за Дитрих XIX фон Квитцов (* 1515; † 14 октомври 1569, Клетцке), син на Юрген (Георг) фон Квитцов († 1527) и Маргарета фон Арним (* ок. 1496)
- Маргарета фон Велтхайм († сл. 1591), омъжена пр. 1563 г. за Хайнрих фон Залдерн (* 1532, Греене; † 2 декември 1588, Хенекенроде)
- Катарина фон Велтхайм, омъжена за Матиас фон Ягов (1536 – 1574)

Ахац фон Велтхайм се жени втори път за Анна фон Велтхайм († 28 август 1576, Адерщедт), дъщеря на Хайнрих фон Велтхайм († 1541) и София Гертруд фон Берге. Те имат две деца:
- Матиас фон Велтхайм, женен за Катарина фон Швихелдт
- Анна фон Велтхайм, омъжена 1552 – 1553 г. за Ашвин V фон Крам (* 1523 – 1524; † 22 май 1567, Вернигероде)

## Галерия
- Водният дворец Велтхайм
- Литография на дворец Харбке от 1857/59
- Фамилният герб на останките на дворец Харбке